# Unix to Unix Copy
Unix to Unix Copy Protocol (UUCP) ist ein Protokoll zur Übertragung von Dateien zwischen verschiedenen Computern, insbesondere solchen mit dem Betriebssystem Unix. Es gibt dabei auch den Unix-Shell-Befehl uucp = Unix to Unix CoPy.
Die Verbindung zwischen den Computern wird dabei nur bei Bedarf oder in regelmäßigen Abständen aufgebaut, man nennt das Polling. Ursprünglich wurden vor allem gewöhnliche Telefonleitungen per Modem oder Akustikkoppler verwendet. UUCP unterstützt jedoch nahezu jede Art von Transportmedium wie serielle Leitungen, X.25 oder auch TCP/IP (UUCP-over-IP). Indem UUCP-Knoten Dateien an andere UUCP-Knoten weiterleiten, können auch – ähnlich wie bei einem Mailboxnetz – Rechner erreicht werden, zu denen keine direkte Verbindung aufgebaut wird. Über UUCP kann auch E-Mail übertragen werden. Außerdem entstand das Usenet zunächst auf Basis von UUCP.
Mit der steigenden Popularität des Internets Ende der 1990er verlor UUCP immer mehr an Bedeutung, es wurde zumeist abgelöst durch die Protokolle NNTP und SMTP. Heute wird es noch vereinzelt zur Anbindung von Rechnern, die keine direkte Verbindung zum Internet haben, verwendet. Das Format von E-Mails bei der Übertragung über UUCP ist in RFC 976 beschrieben. Das Protokoll selbst ist nicht Gegenstand eines RFCs.
Bezeichnend für UUCP war die relative Adressierung von Rechnern, die rein optisch der im Internet heute üblichen ähnelte, allerdings im Regelfall als Pfadangabe hin zum Zielrechner angegeben werden musste, also inklusive aller Zwischenknoten. Diese wurden dabei durch Ausrufezeichen (englischer Slang: bang) voneinander getrennt, weshalb dies auch als Bang Path oder Bang-Adressierung bezeichnet wurde. Beispiel: ersterknoten!zweiterknoten!dritterknoten!anwender. Diese Form der Adressierung war fehleranfällig und umständlich. Sie wurde deshalb nach der Verfügbarkeit von UUCP over TCP/IP rasch durch die DNS-basierte Adressierung verdrängt.